# Der SA-Führer
Der SA-Führer. Zeitschrift der SA-Führer der NSDAP war eine Zeitschrift in der Zeit des Nationalsozialismus. Herausgeber war „Die Oberste SA-Führung“ (OSAF). Sie erschien monatlich in München, „Hauptstadt der Bewegung“, im Zentralverlag der NSDAP, Franz Eher Nachfahren, mit den Jahrgängen 1.1936 bis 9.1944 und wurde dann eingestellt.